# Тит Секстій Латеран
Тит Секстій Латеран (лат. Titus Sextius Lateranus; II століття) — політичний і державний діяч часів Римської імперії, ординарний консул 154 року.

## Біографія
Походив з давнього республіканського роду Секстіїв. Син консул-суффекта 112 року Тита Секстія Корнелія Африкана, онук консула 94 року Тита Секстія Магія Латерана.
Його кар'єра реконструйована з римського напису. З нього видно, що він був монетарієм і виконував обов'язки квестора для імператора, що вказує на те, що він був патрицієм. Його статус також пояснює відсутність проміжних магістратів між квесторством та консульством. У невідомому році він був членом  Sodalis Hadrianalis, священства, присвяченого виконанню ритуалів обожнювання імператора Адріана.
У 154 році Тит Секстій обіймав посаду ординарного консула разом з майбутнім імператором Луцієм Вером. У 168/169 або 170/171 року він був проконсулом провінції Африка.
З того часу про подальшу долю Тита Секстія Латерана згадок немає.

## Сім'я
- Тит Секстій Магій Латеран, консул 197 року.